# Tourisme en Écosse

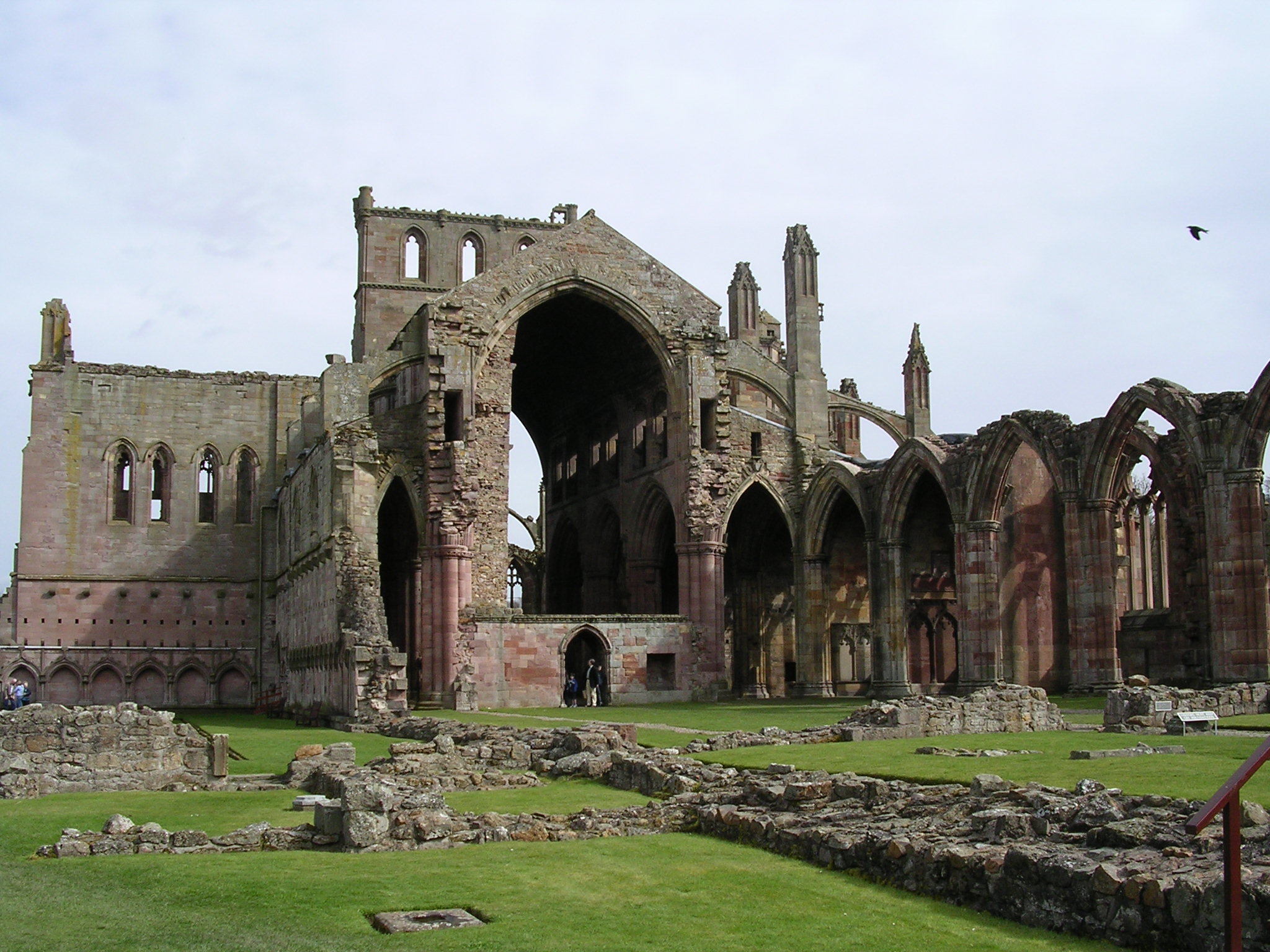
Ruines de l'Abbaye de Melrose dans les Scottish Borders

L’Écosse est une destination touristique développée. Le secteur du tourisme emploie environ 200 000 personnes, et représente un chiffre d’affaires de 4 milliards de livres sterling. Les touristes issus du Royaume-Uni représentent la majeure partie des visiteurs. En 2002, 18.5 millions de touristes britanniques ont passé 64,5 millions de nuitées et dépensé 3,7 milliards de livres sterling en Écosse. Les visiteurs du reste du monde représentent 1,58 million de touristes, passant 15 millions de nuitées et dépensant 806 millions de livres sterling. Les États-Unis représentent 24 % des visiteurs en Écosse suivis de loin par l’Allemagne (9 %), la France (8 %), le Canada (7 %) et l’Australie (6 %)

## Raisons
L’Écosse est souvent perçue comme non polluée, préservée, avec de magnifiques paysages et possédant une longue et complexe histoire ainsi que des centaines de sites historiques. Cela inclut des constructions mégalithiques, des vestiges de l’âge du bronze ou de l’âge du fer, de nombreux châteaux, des champs de bataille, des musées. De nombreux visiteurs viennent en Écosse pour sa culture.
Les villes cosmopolites de Glasgow et d’Édimbourg sont une alternative à la campagne  écossaise. Ces deux villes accueillent de nombreux visiteurs tout au long de l’année, avec un pic d’avril à octobre. Ajouté à ces facteurs, l’Agence nationale du tourisme en Écosse, Visitscotland a mis au point une stratégie marketing de niche, visant à exploiter les forces de l’Écosse que sont le golf, la pêche, la gastronomie, et la boisson.

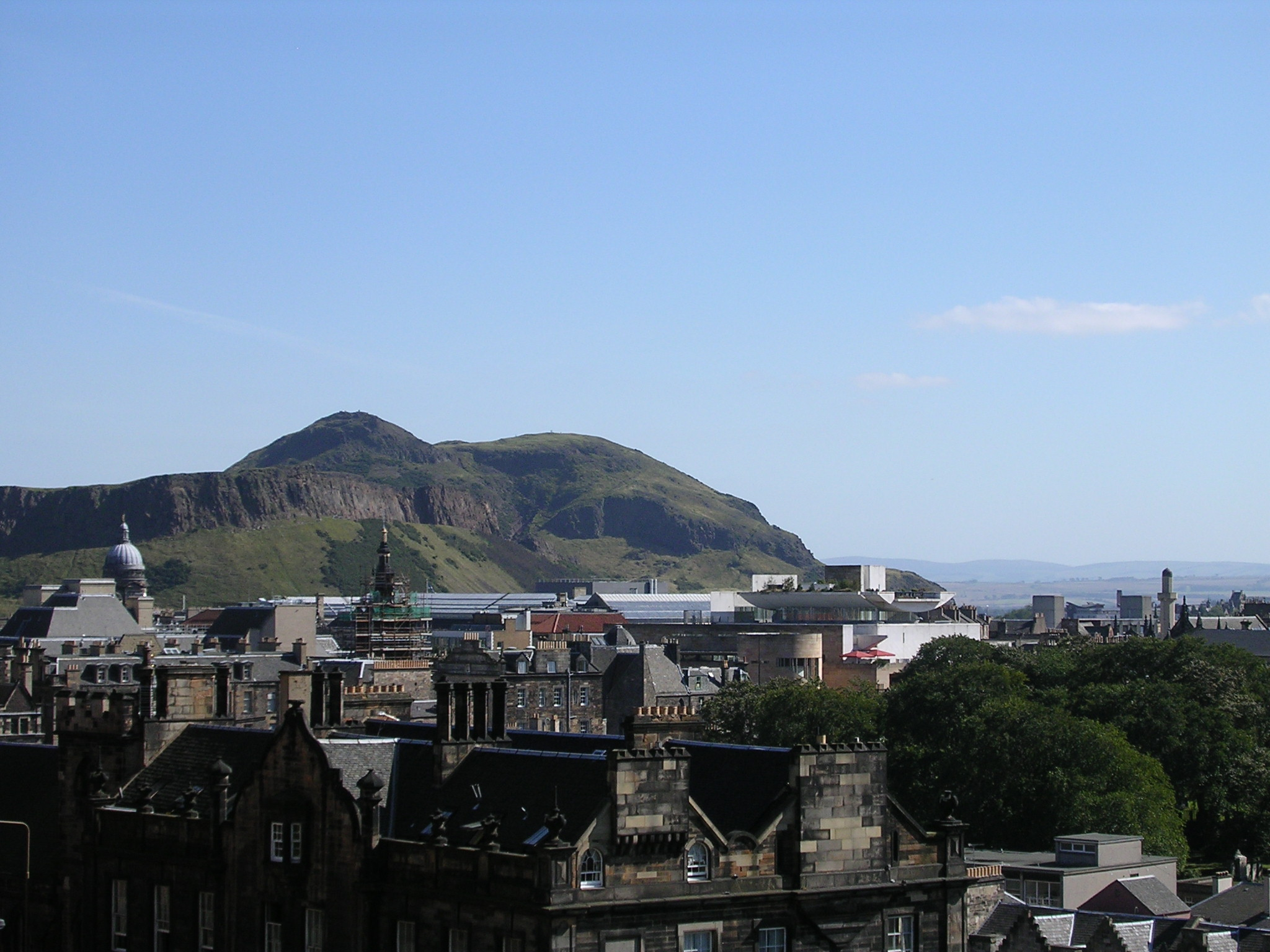
Le siège d'Arthur vu depuis le château d'Édimbourg

Une autre raison significative, et de surcroît de plus en plus populaire, est la généalogie. Beaucoup de visiteurs viennent en Écosse afin d’explorer leurs racines, particulièrement les touristes d’Amérique du Nord.

## Infrastructures
L’Écosse est parfaitement connectée au reste du Royaume-Uni (son principal marché) aussi bien par un bon réseau routier que ferroviaire ou aérien. Les aéroports de Glasgow, Édimbourg, Prestwick et Aberdeen sont les principales portes d’entrées internationales de l'Écosse et offrent un éventail de connexions de plus en plus large. Concernant les liaisons avec le reste de l’Europe, le pays est généralement assez bien connecté avec des vols quotidiens depuis les grandes villes européennes telles que Paris, Berlin, Rome, Barcelone, Dublin ou Stockholm. Les principaux aéroports écossais permettent également la liaison depuis certaines villes d’Amérique du Nord comme New York, Boston, Philadelphie, Toronto, Vancouver et Calgary. Le budget croissant alloué par les aéroports afin de développer le réseau aérien est perçu comme une contribution significative à la volonté d’attirer de nouveaux touristes.

## Les principales destinations touristiques
- Édimbourg, capitale de l’Écosse, est souvent considérée comme l'une des plus belles villes d’Europe. Les quartiers de Old Town et New Town sont classés au patrimoine mondial de l’UNESCO. Édimbourg est la principale destination touristique d’Écosse et la deuxième du Royaume-Uni après Londres. Les principales attractions de la ville sont le château, le palais de Holyrood, Dynamic Earth, le Royal Mile et sa vieille université fondée en 1583.
- Glasgow est la seconde ville du pays et la seconde destination touristique d’Écosse. Ses principales attractions sont la collection Burrell, sa cathédrale, le Kelvingrove Museum (musée d’art) et le Glasgow Science Centre. Nombre de touristes viennent aussi à Glasgow pour ses bâtiments victoriens et gothiques restaurés, mais également pour y faire les magasins.Glasgow possède des réalisations de l'architecte Mackintosh représentant de l'art nouveau en Écosse. L'université de Glasgow, réputée et ancienne (1451) est considérée comme un joyau du néo-gothique et représente le second bâtiment le plus imposant de ce style en Grande-Bretagne après le Palais de Westminster.
- Stirling est une ville historique du centre de l’Écosse, à environ 50 km au nord-ouest d’Édimbourg. Stirling est souvent surnommée la porte des Highlands à cause de sa position géographique entre les basses terres et les hautes terres d’Écosse. Parmi ses principales attractions, citons le château de Stirling et le monument à la gloire de William Wallace.
- Saint Andrews, est une petite ville mais cependant animée dans le Fife. L’économie de la ville est centrée sur l’activité du golf : Saint Andrews est considérée comme la patrie du golf. La très renommée université de St Andrews (la plus vieille d’Écosse), possède des facultés éparpillées dans toute la ville.

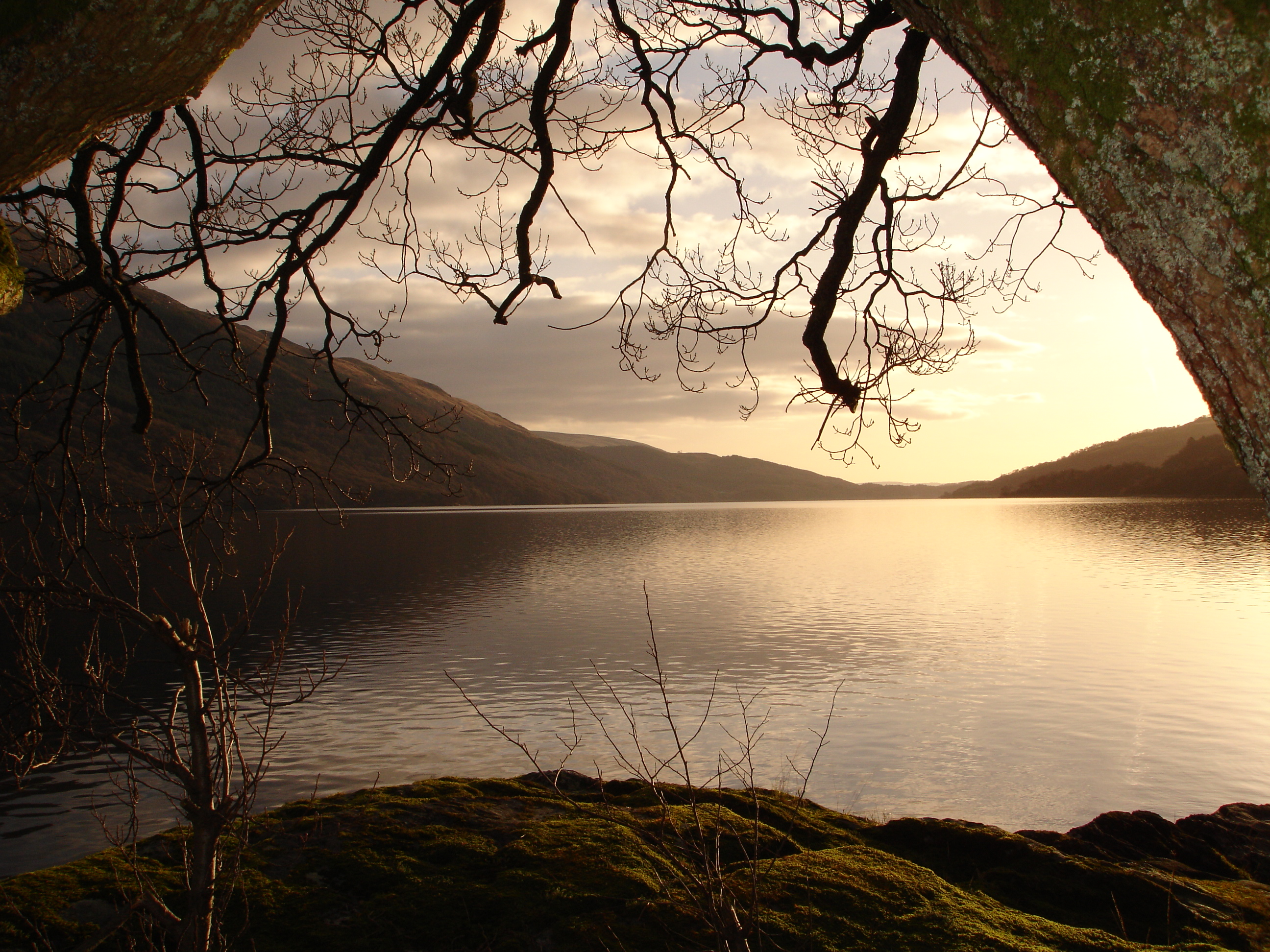
Loch Lomond

- Aberdeen et Dundee possèdent des universités renommées.
- Inverness est le centre administratif de l’Écosse et le point de passage quasi obligé pour atteindre le Loch Ness

Les régions des Highlands, du Perthshire, des Scottish Borders sont très populaires auprès des touristes, ainsi que de nombreuses îles, telles que les Shetland, les Orcades ou l’île de Skye.
Le Ben Nevis est la montagne la plus haute d’Écosse (1344m), mais il existe d’autres massifs significatifs bien qu’ils ne soient pas très hauts. L’Écosse offre tout de même de très bons sites d’escalade comme l’Inaccessible Pinacle ou les Fairy Pools sur l’île de Skye.
L’Écosse possède un nombre très important de lochs, comme le Loch Lomond ou le Loch Ness, dans lequel résiderait le monstre. Elle offre aussi de nombreuses rivières réputées pour la pêche au saumon et la pêche à la mouche avec la Tay, la Tweed, le Don et la Dee.

L’Écosse est la patrie du golf, avec de nombreux terrains de golf tels que St Andrews, Gleneagles, Royal Troon, Carnoustie et Muirfield. 